# Sentimental Journey
Sentimental Journey (с англ. — «Сентиментальная прогулка») — первый сольный студийный альбом барабанщика «Битлз» Ринго Старра, выпущенный в 1970 году в Великобритании на Apple PCS 7101 (3 апреля 1970 года) и в США на Apple SW 3365 (27 марта 1970 года).
Хотя Старр был третьим членом коллектива, выпустившим сольный альбом (после Джорджа Харрисона и Джона Леннона), Sentimental Journey примечателен тем, что стал первым не авангардистским студийным альбомом одного из членов группы в качестве экспериментальной записи.
Дебютный альбом McCartney Пола Маккартни вышел спустя три недели после выпуска Sentimental Journey.
Начиная с октября 1969 года Старр прибег к услугам продюсера Beatles Джорджа Мартина для руководства над его сольным дебютом. Планировался тематический подход, заключавшийся в создании альбома, в котором были бы отражены любимые песни его родителей и других членов семьи, что уточнялось бы путём их опроса. Кроме того, у него было по одной песне, аранжированной другими музыкантами, начиная с самого Мартина вместе с Полом Маккартни, Морисом Гиббом, Куинси Джонсом и старым другом The Beatles из Гамбурга (и басистом, игравшим с Manfred Mann) Клаусом Форманном. Хотя она была начата во время этой сессии, но собственная композиция Старра, «It Don’t Come Easy», вышла синглом лишь в 1971 году. Запись альбома была завершена в марте 1970 и Sentimental Journey поступил в продажу спустя две недели, чтобы не конкурировать в магазинах с ожидаемым в мае финальным альбомом Let It Be The Beatles и альбомом McCartney, дату выхода которого 17 апреля создатель наотрез отказался изменить после просьб других членов группы.
Sentimental Journey во время своего выхода получил много отзывов, хотя критики считали идею Старра, заложенную в создании альбома, несколько странной, учитывая его музыкальное прошлое. Известность Старра в составе The Beatles была достаточной для успеха альбома, тем не менее он занял лишь 7-е место в Великобритании и 22-е в США. Хотя стиль альбома для многих стал неожиданностью, последующий альбом Старра, Beaucoups of Blues, продолжал это радикальное изменение в стиле. Паб на обложке альбома является заведением The Empress в Dingle, Ливерпуль, ближайшим из пабов от места рождения музыканта. Вставленные картинки в окнах паба имеют отношение к Ринго.
В 1995 году Sentimental Journey был ремастирован и перевыпущен на CD.

## Список композиций
1. «Sentimental Journey» (Бад Грин/Лес Браун/Бон Хоумер) — 3:26
  - аранжировка Ричарда Парри
  - первый выпуск с Дорис Дэй в 1945
2. «Night and Day» (Кол Портер) — 2:25
  - аранжировка Чико О’Фэррилл
  - первый выпуск с Фред Астер и Claire Luce в 1932
3. «Whispering Grass (Don’t Tell the Trees)» (Фред Фишер[англ.], Дорис Фишер[англ.]) — 2:37
  - аранжировка Рон Гудвин
  - первый выпуск с The Ink Spots в 1940
4. «Bye Bye Blackbird» (Морт Диксон/Рэй Хендерсон) — 2:11
  - первый выпуск с Эдди Кантор в 1926
5. «I’m a Fool to Care» (Тед Дэффэн) — 2:39
  - аранжировка Клауса Вормэнна
  - первый выпуск с Лес Пол и Мэри Форд в 1954
6. «Stardust» (Hoagy Carmichael/Mitchell Parish) — 3:22
  - аранжировка Пола Маккартни
  - первый выпуск с Emile Seidel и оркестр в 1927
7. «Blue, Turning Grey Over You» (Andy Razaf/Фэтс Уоллер) — 3:19
  - аранжировка Оливер Нельсон
  - первый выпуск с Луи Армстронг и его оркестр в 1930
8. «Love Is a Many Splendoured Thing» (Sammy Fain/Paul Webster) — 3:05
  - аранжировка Куинси Джонса
  - первый выпуск с The Four Aces в 1955
9. «Dream[англ.]» (Джонни Мерсер) — 2:42
  - аранжировка Джорджа Мартина
  - первый выпуск с The Pied Pipers в 1945
10. «You Always Hurt the One You Love[англ.]» (Аллан Робертс, Дорис Фишер) — 2:20
  - аранжировка John Dankworth
  - первый выпуск с The Mills Brothers в 1944
11. «Have I Told You Lately That I Love You?[англ.]» (Скотт Вайсман) — 2:44
  - аранжировка Elmer Bernstein
  - первый выпуск с Lulu Belle и Scotty Wiseman в 1945
12. «Let the Rest of the World Go By» (Ernest Ball/Karen Brennan) — 2:55
  - аранжировка Les Reed
  - первый выпуск с Диком Хаймсом в 1944

## Участники записи
- Ринго Старр — вокал
- Оркестр Джорджа Мартина